# موتور دبلیو۱۶

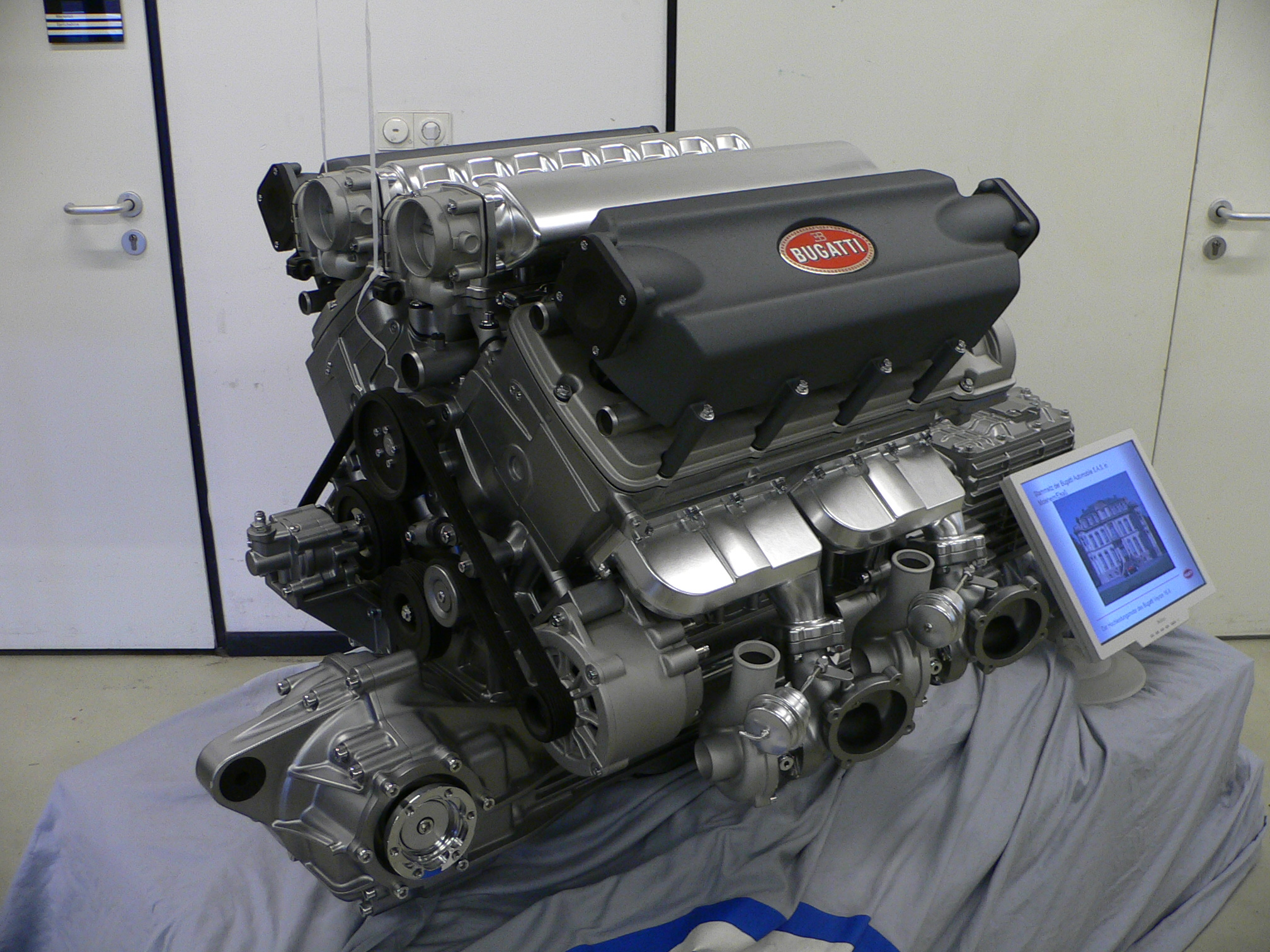
موتور بوگاتی ویرون، ۲۰۰۵–۲۰۱۱

موتور دبلیو۱۶ (انگلیسی: W16 engine) یک موتور رفت و برگشتی شانزده سیلندر متشکل از چهار دستهٔ چهارتایی سیلندر با پیکربندی دبلیو شکل است.
موتورهای دبلیو۱۶ به‌ندرت تولید می‌شوند، به‌استثناء نمونهٔ سرشناس ۸٫۰ دبلیوآر۱۶ ساخت گروه فولکس‌واگن که از سال ۲۰۰۵ تاکنون در خودروهای بوگاتی ویرون، بوگاتی شیرون و مدل‌های مرتبط با آن‌ها مورد استفاده قرار گرفته‌است.

## گروه فولکس‌واگن
گروه فولکس‌واگن اکنون تنها تولیدکننده‌ای است که یک موتور دبلیو۱۶ را به تولید می‌رساند؛ موتوری که از سال ۲۰۰۵ تاکنون در خودروهای ویرون و شیرون از شرکت بوگاتی، شرکت زیرمجموعهٔ فولکس‌واگن، مورد استفاده قرار گرفته‌است. این موتور دارای حجم ۸٫۰ لیتر (۴۸۸ اینچ مکعب) بوده و به چهار توربوشارژر مجهز است. این موتور به‌طور مشخص از دو موتور وی‌آر۸ با زاویهٔ بسته (بر پایهٔ طراحی وی‌آر۶) تشکیل شده‌است که با زاویهٔ ۹۰ درجه در کنار یکدیگر قرار گرفته‌اند و به یک میل‌لنگ مشترک متصل هستند.
قدرتمندترین نسخهٔ این موتور، که بر روی خودروی بوگاتی شیرون سوپر اسپورت ۳۰۰+ نصب شده‌است، در دور موتور ۷٬۰۰۰ دور بر دقیقه نیرویی معادل ۱٬۵۷۸ اسب بخار (۱٬۱۷۷ کیلووات؛ ۱٬۶۰۰ اسب بخار متری) تولید می‌کند.

## تولیدکنندگان دیگر

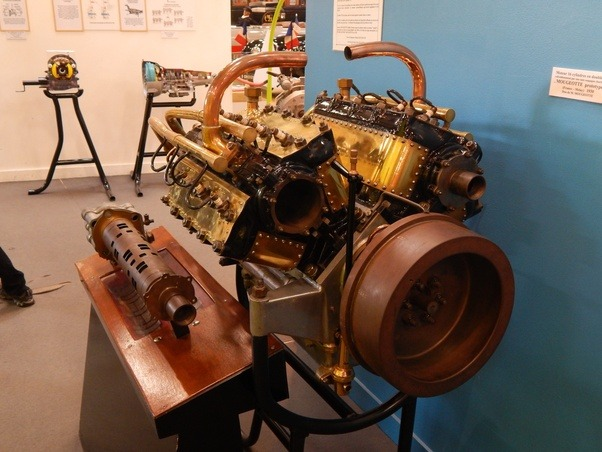
موتور دبلیو۱۶ گاستون موگت، ۱۹۱۶

در سال ۱۹۱۶، یک موتور دبلیو۱۶ با سوپاپ‌های چرخشی توسط گاستون موگت در فرانسه ساخته شد.
خودروی جیمنز نوویا که یک خودروی اسپورت ساخته‌شده در سال ۱۹۹۵ بود و تنها یک دستگاه از آن ساخته‌شد، از یک موتور دبلیو۱۶ با دو میل‌لنگ بهره‌مند بود. این موتور که به‌واسطهٔ ترکیب چهار موتور چهار سیلندر خطی موتورسیکلت یاماها اف‌زدآر۱۰۰۰ ساخته شده‌بود، دارای حجم موتور ۴٫۰ لیتر (۲۴۴ اینچ مکعب)، دو میل بادامک و پنج سوپاپ برای هر سیلندر بود و توانایی تولید نیرویی معادل ۵۶۰ اسب بخار (۴۱۸ کیلووات) را داشت.